# 反射防止膜
反射防止膜（はんしゃぼうしまく）とは、レンズや他光学機器の表面反射を低減するため、表面に塗布するコーティングの種類である。
機器由来の光が減少することにより望遠鏡などの複雑な機器では、反射が低減し迷光の除去により画像のコントラストが改善する。これは特に惑星科学において重要である。その他の応用として、主に眼鏡レンズの表面にコーティングを施し、第三者から見て着用者の目線がよく見えるようになるといったものや身を隠して双眼鏡やライフル銃用の照準眼鏡を使用する際に、表面の反射を取り除くといったものが挙げられる。

## 応用
反射防止コーティングは、光が透過するレンズ表面から光の低減や低反射が望まれる様々な応用に使用されている。例えば、矯正メガネやカメラのレンズ素子がある。

### 矯正レンズ
夜間の運転またはパソコンのモニター前で作業する際にそれらは少なからず光が生じる。それを低減し、見やすくする為にメガネには「反射防止レンズ」を施し、光を低減することにより１日の終わりに着用者は目の疲れを感じにくくさせる効果がある。
多くの反射防止レンズは、清潔に保つために水や油を容易にはじくコーティングを施している。

### フォトリソグラフィ
反射防止コーティングは、基板表面からの反射に関連するイメージの歪みを軽減するために、マイクロエレクトロニクスフォトリソグラフィであることが多い。
さまざまなタイプの反射防止コーティングは、フォトレジストを前または後ろのいずれかに塗布し、定常波、薄膜干渉および鏡面反射を軽減するのに役立っている。

## 種類

### インデックス・マッチング
反射防止膜のもっとも単純な方式は、1886年に第3代レイリー男爵ジョン・ウィリアム・ストラットによって発見された。今日で入手可能な光学ガラスは、環境との化学反応により年月とともに表面に曇りが生じる傾向にあった。レイリー卿は、幾つかの曇りが生じた古いガラスを試し、それらが新しく綺麗なガラスよりも多くの光を発した事を発見した。

## 理論
多くのコーティングの場合、厚膜と薄膜の効果という２つの光学的効果が起因している。
厚膜効果があるため、コーティング層（またはフィルム）の上下間の屈折率によって差が生じる。もっとも単純な場合では、これら3つの層として空気、コーティングおよびガラスがある。